# Werk Landro
Pevnost Landro (německy Werk Landro, italsky Forte Landro) je bývalé rakousko-uherské opevnění, které se nachází v nadmořské výšce 1 500 m ve stejnojmenném údolí Val di Landro v Jižním Tyrolsku, poblíž bývalé vesnice Landro asi 7 km jižně od městečka Toblach. Pevnost patří do rozsáhlého systému rakousko-uherských opevnění na italských hranicích.
Pevnost byla postavena v roce 1880 na ochranu přístupové cesty do Rakouska-Uherska.

## Historie
Pevnost byla původně postavena jako obranná stavba Rakouska-Uherska. Pevnost byla spojena s pevností Prato Piazza, spolu s níž měla zabránit případnému průniku italské armády od města Cortina d'Ampezzo do Toblachu přes údolí Val di Landro. Obě pevnosti tak tvořily dokonalé klešťové uspořádání, které rakousko-uherský generální štáb často používal.
Ihned po zahájení válečných operací s Itálií v první světové válce byl stav pevnosti rakousko-uherským generálním štábem vyhodnocen jako nevyhovující. Bylo proto rozhodnuto, že pevnost bude odzbrojena a její dělostřelectvo bude umístěno na otevřených pozicích v její blízkosti. Z tohoto důvodu pevnost neutrpěla během první světové války žádné významné škody od italského dělostřelectva. Během bojů však pevnost nebyla zcela opuštěna, naopak se stala operačním velitelstvím.
Po válce, přesněji v roce 1936, italský generální štáb znovu zvažoval využít pevnost (nyní italskou) jako možný bod obrany proti Německu. Z tohoto důvodu byl uvnitř horní části pevnosti vybudován betonový bunkr.
Pevnost v současnosti patří italskému státu, ale je v tak špatném stavu, že je oficiálně nepřístupná.

## Galerie

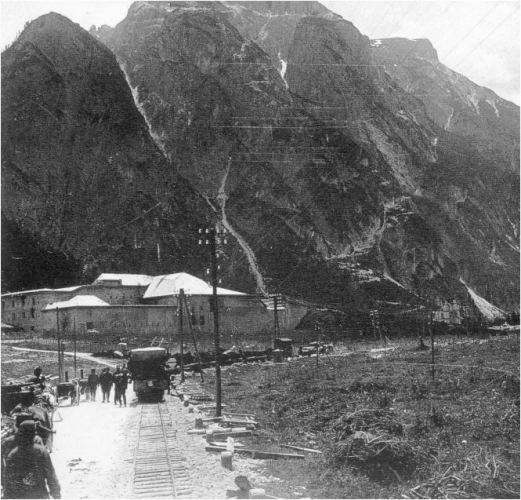
Vlak bývalé dolomitské železnice u pevnosti
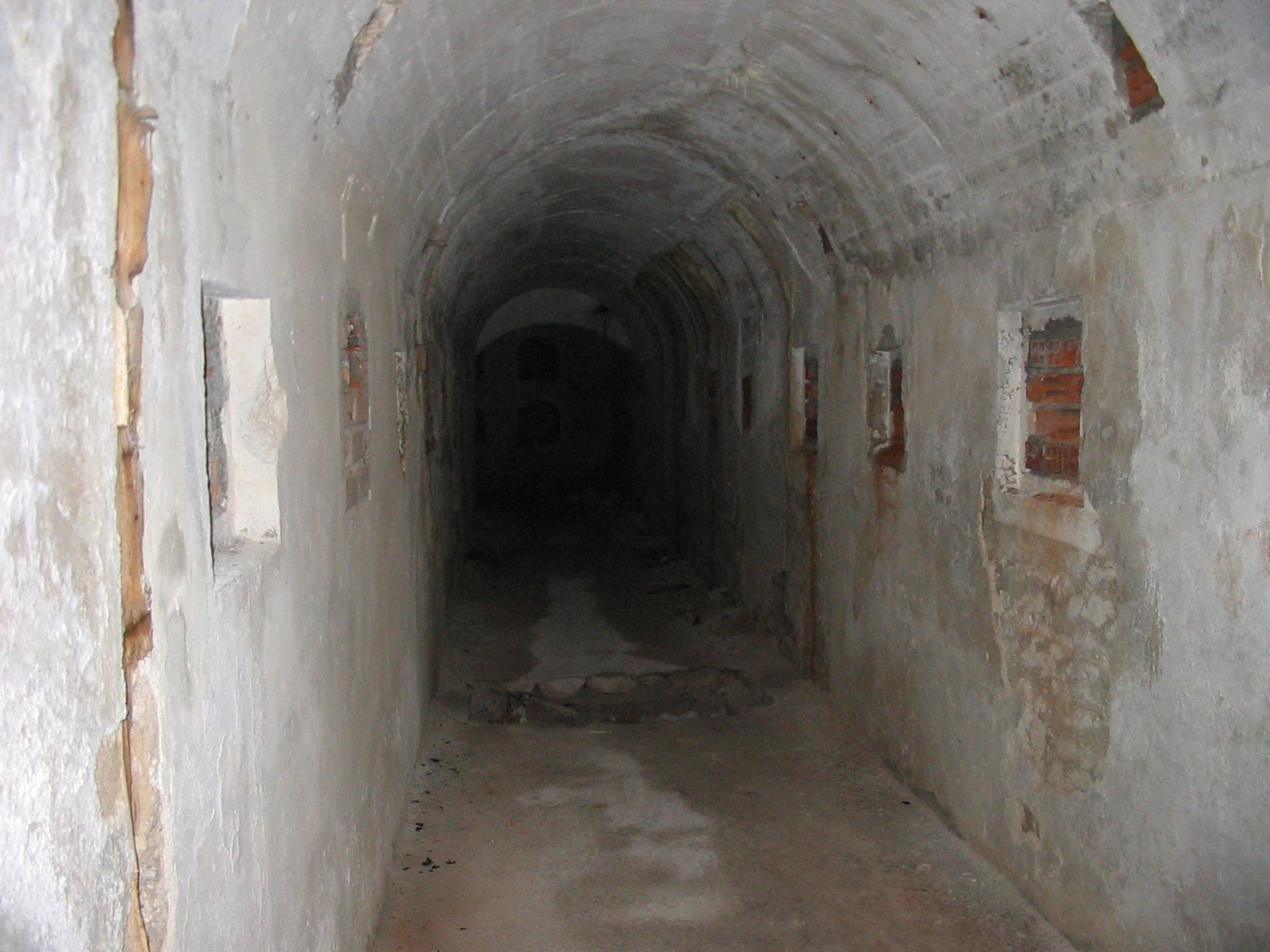
Tunel spojující horní a dolní část pevnosti Landro
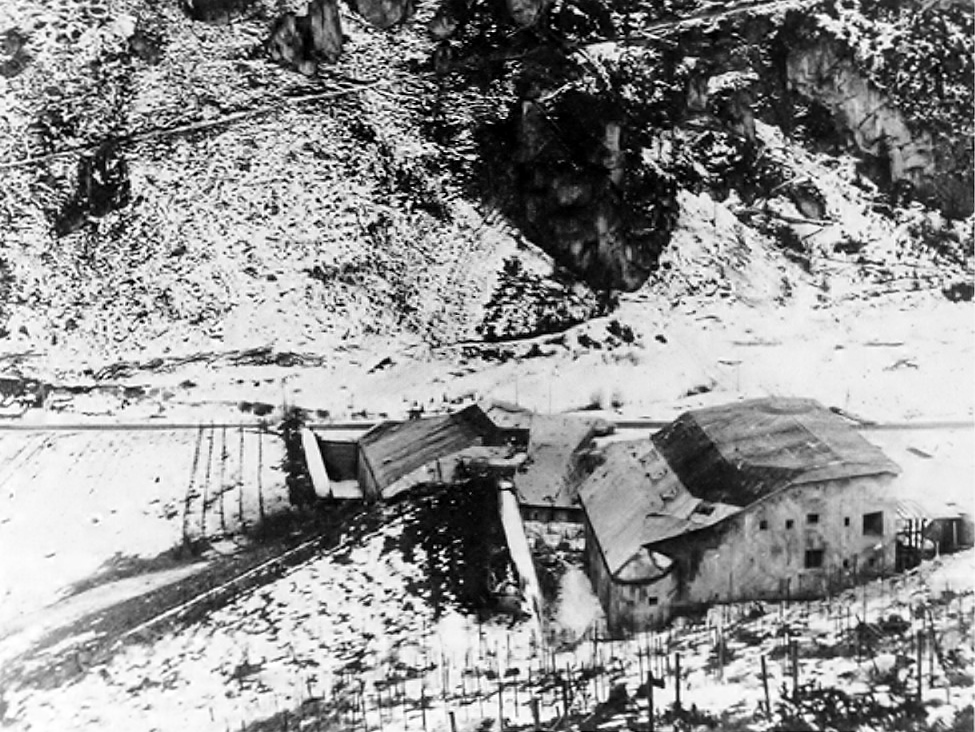
Pohled na pevnost během první světové války